# Centre de calcul El Khawarizmi
Pour les articles homonymes, voir CCK.
Le Centre de calcul El Khawarizmi (CCK), fondé en octobre 1976, est un fournisseur d'accès à Internet tunisien. Il avait à l'origine pour mission d'offrir des services de calcul scientifique aux universitaires. Il est maintenant destiné à promouvoir et généraliser l'usage des technologies de l'information et de la communication (TIC) dans les domaines de l'enseignement et de la recherche.
En 1997, le Centre de calcul El Khawarizmi (CCK) prend une autre dimension qui lui permet de se positionner en matière de TIC appliquée à la recherche, à la pédagogie et aux services universitaires. En effet, devenu fournisseur d'accès à Internet chargé du réseau national universitaire (ministère de l'Enseignement supérieur et de la Recherche scientifique), le centre assure la prestation de services en ligne (connexion, sécurité, messagerie et hébergement de sites web et des projets nationaux) pour les établissements d'enseignement supérieur et de recherche. De ce fait, il participe à de nombreux projets d'innovation technologique et de développement de l'enseignement supérieur en Tunisie.
En 2005, le CCK devient une direction générale relevant du ministère de l'Enseignement supérieur et de la Recherche scientifique (décret n°2005-50 du 10 janvier 2005). De ce fait, le CCK a pour mission d'organiser, de promouvoir, d'assurer et d'encourager l'utilisation des technologies numériques dans le milieu universitaire et scientifique en général. Il est chargé aussi de la recherche dans ce domaine en vue d'améliorer l'utilisation de la technologie informationnelle numérique dans le milieu universitaire ainsi qu'au profit des enseignants et des étudiants.

## Directeurs
Depuis sa création en 1976, huit directeurs se sont succédé à la tête de l'institution :
- 1976-1989 : Prof. Mohamed Amara ;
- 1989-1992 : Prof. Mohamed Jaoua[2] ;
- 1992-1996 : Prof. Moncef Chekir ;
- 1996-2000 : Prof. Mohamed Kamel Ben Rhouma ;
- 2000-2008 : Prof. Henda Hajjami Ben Ghezala ;
- 2008-2013 : Prof. Mohamed Jemni ;
- 2013-2021 : Prof. Habib Youssef.
- Depuis mai 2021 : Prof. Saoussen Krichen